# Jüdischer Friedhof (Mehlem)

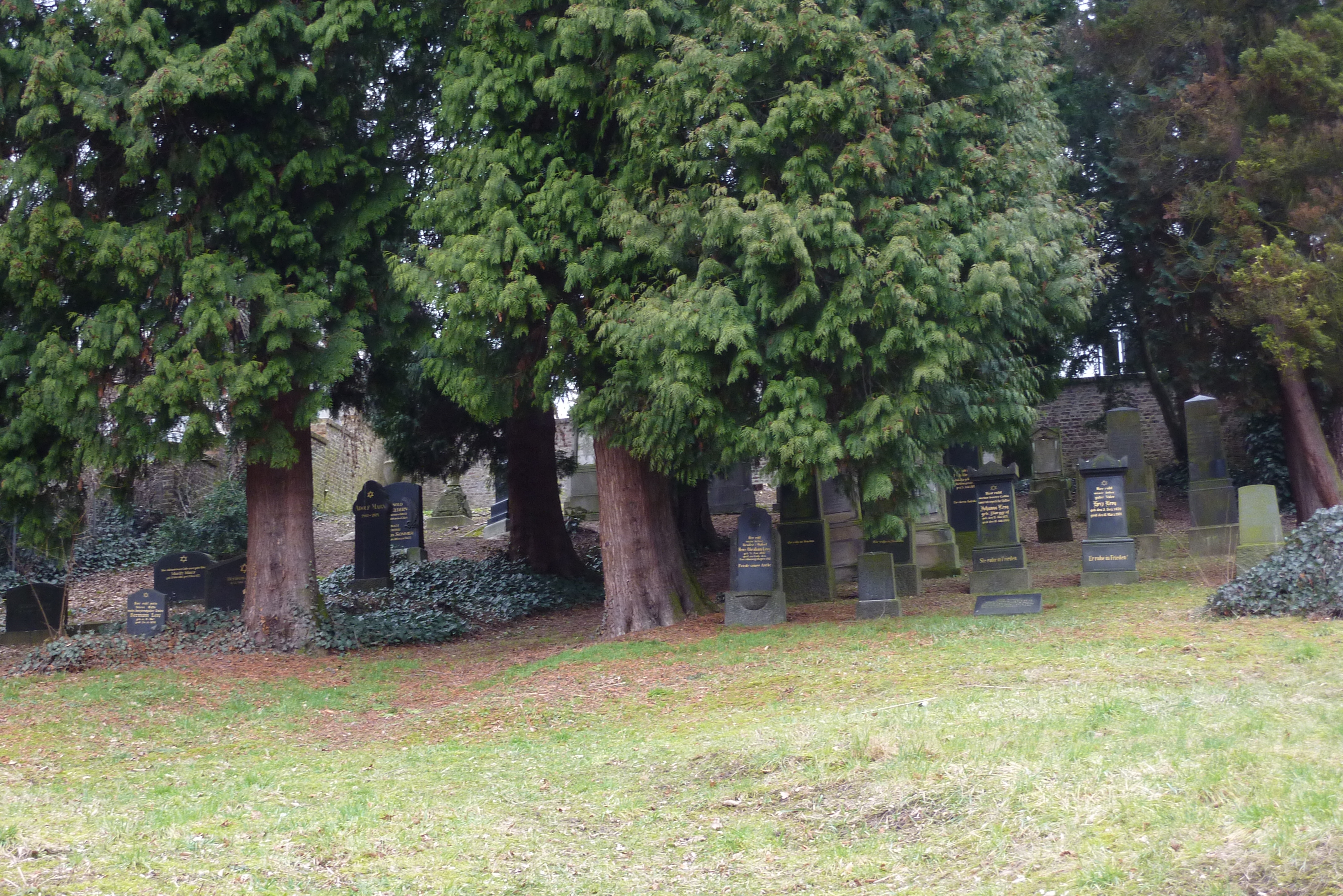
Jüdischer Friedhof in Mehlem

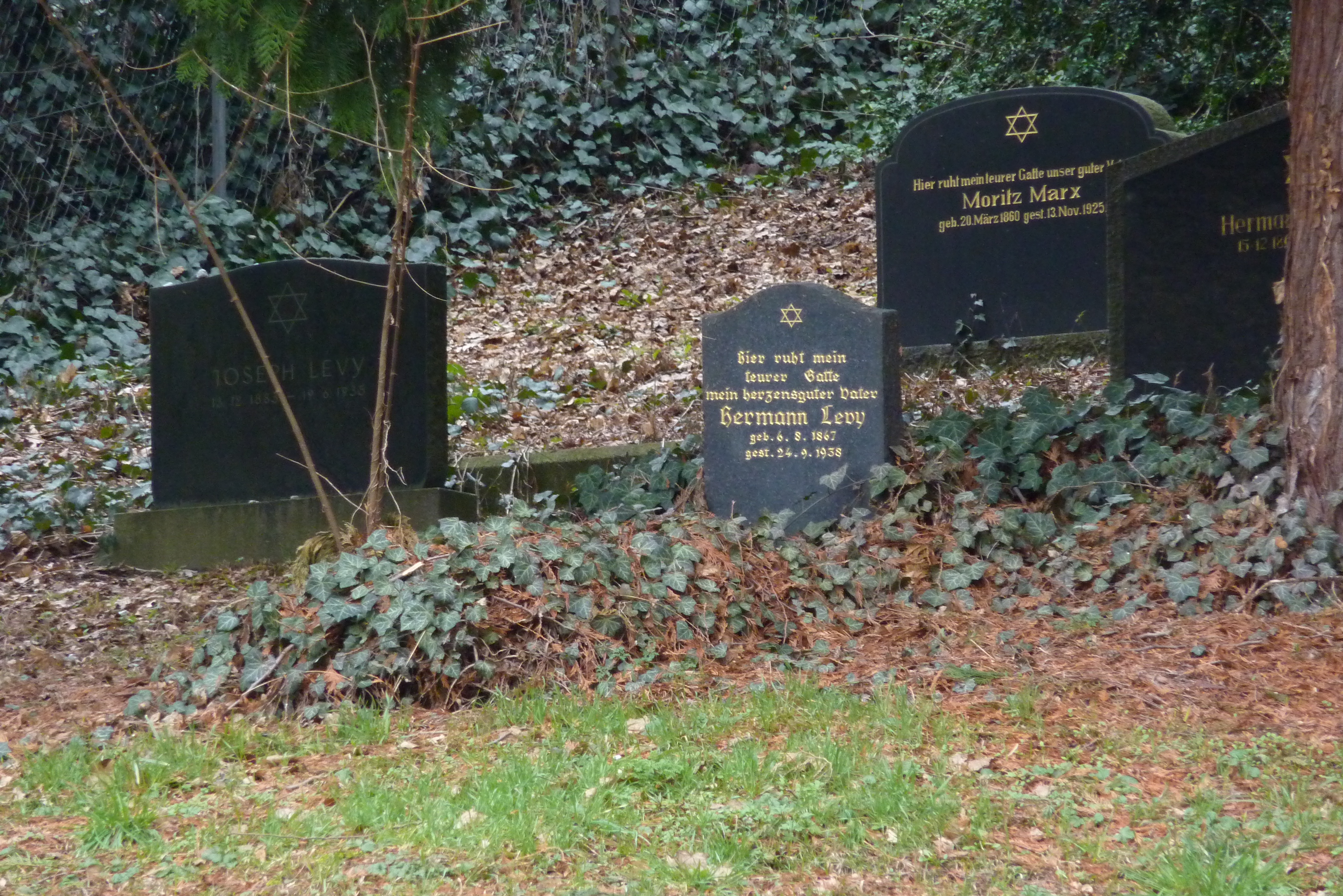
Grabsteine

Der Jüdische Friedhof Mehlem ist ein jüdischer Friedhof in Mehlem, einem  Stadtteil von Bonn in Nordrhein-Westfalen. Der Friedhof liegt zwischen der Oberau- und Rodderbergstraße und ist über den Levyweg erreichbar. Der Friedhof steht als Baudenkmal unter Denkmalschutz.

## Geschichte
Die Juden in Mehlem gehörten zur Synagogengemeinde Godesberg. Sie versuchten jedoch eine gewisse Eigenständigkeit zu bewahren, auch indem sie 1875 eine eigene Synagoge und 1868 einen eigenen jüdischen Friedhof errichteten. 
Das Gemeindemitglied Gottfried Levy schenkte der jüdischen Gemeinde 1868 das steil abfallende Grundstück, das heute mitten in einem Wohngebiet liegt. Der Friedhof hat eine Fläche von 1250 m² und heute sind noch etwa 43 Grabsteine bzw. Fragmente von Grabsteinen vorhanden. Der Friedhof wurde bis 1941 belegt. 
Seit August 2012 weist eine Informationstafel auf den Friedhof und seine Geschichte hin.